# Exocentrus laosensis
Exocentrus laosensis är en skalbaggsart som beskrevs av Stefan von Breuning 1962. Exocentrus laosensis ingår i släktet Exocentrus och familjen långhorningar.
Artens utbredningsområde är Laos. Inga underarter finns listade i Catalogue of Life.